# Lost in Mi-Nord
Lost in Mi-Nord è il secondo EP del rapper italiano Vacca, pubblicato il 13 settembre 2010.

## Descrizione
Realizzato insieme ai B-Bro, il disco contiene sette brani incisi dal rapper con la partecipazione di vari artisti, tra cui G Nano, Zed, Naghi, Darme e Maxi B.

## Tracce
1. Intro (feat. Darme & Zed) – 3:00
2. Dormirei – 3:11
3. La regola del sospetto (feat. Maxi B & Darme) – 3:49
4. Non riesco a smettere (feat. Zed) – 3:18
5. A testa alta (feat. G.Nano, Naghi & Zed) – 4:35
6. Mi mandi fuori (feat. G.Nano) – 3:56
7. Pippo sei tu – 3:53